# Darts of Pleasure
Darts of Pleasure är den brittiska indierockgruppen Franz Ferdinands debutsingel. Singeln släpptes den 8 september 2003.

## Låtlista
1. Darts of Pleasure
2. Van Tango
3. Shopping For Blood